# Canon PowerShot

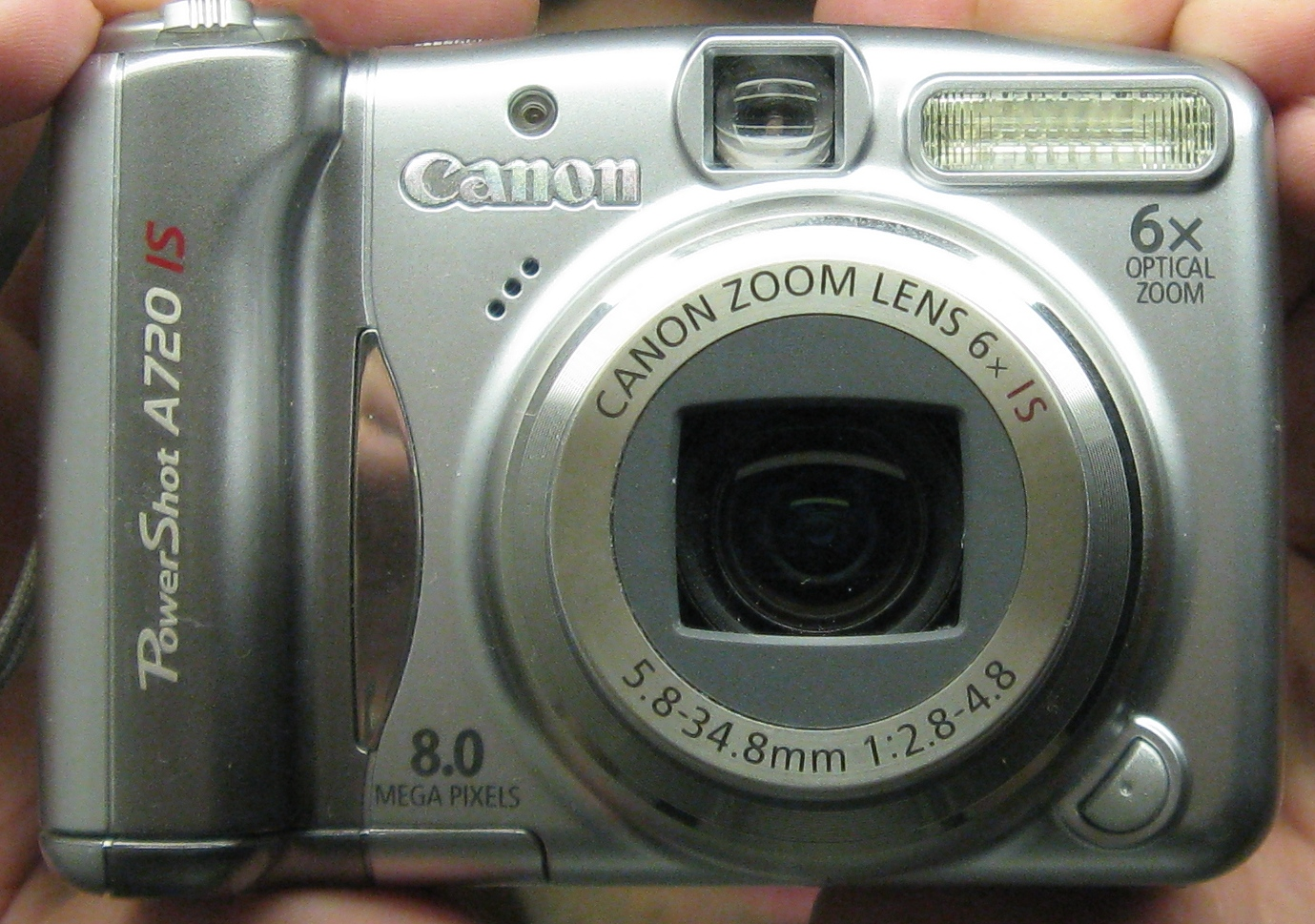
PowerShot A720IS

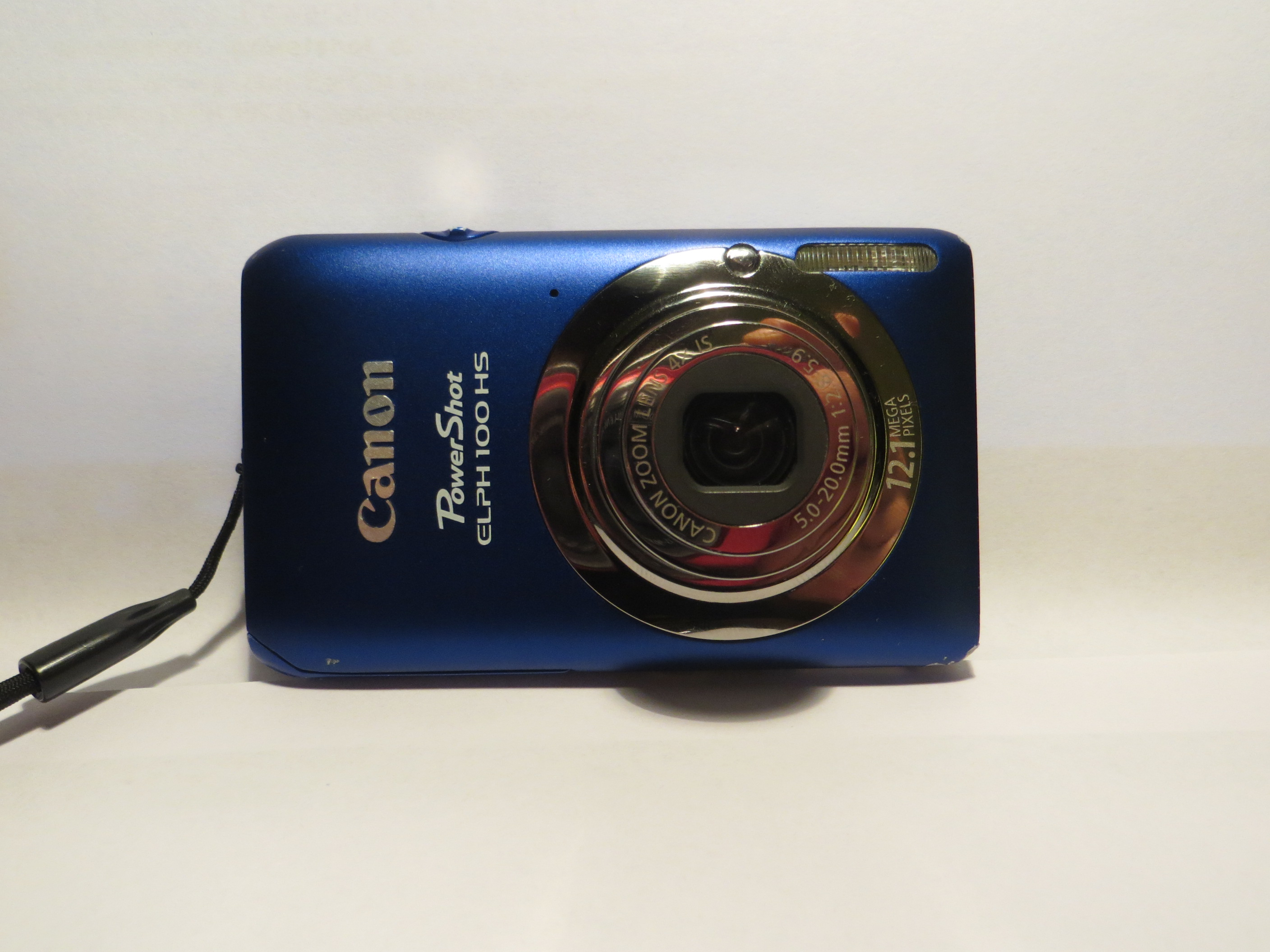
PowerShot ELPH 100 HS

La serie Canon PowerShot è una linea di fotocamere digitali, lanciata da Canon nel 1995. La linea PowerShot ha avuto grande successo per la Canon, ed è una delle linee più vendute di fotocamere digitali in tutto il mondo. Su Flickr, a marzo 2010 le cinque fotocamere di tipo point and shoot più utilizzate dagli utenti erano tutte di questa serie.
Il software libero Hack Canon Development Kit, o CHDK, permetteva agli utenti un controllo di programmazione quasi completo, potendo aggiungere nuove funzionalità, fino al BASIC e al Lua.
Alcune di queste fotocamere presentavano un danno al sensore CCD per un difetto di progettazione: Canon si offrì di ripararle gratuitamente.

## Serie
- Pro Series: fotocamere professionali, come la Pro70 (1998), la Pro90 IS (2001), e la Pro1 (2004).
- TX serie: fotocamere ibride e videocamere.
- Serie A: "Easy and Fun", fotocamere economiche di tipo point-and-shoot o di tipo prosumer.
- Serie D: fotocamere impermeabili, resistenti al congelamento e agli urti.
- Serie E: fotocamere economiche di design.
- Serie G: fotocamere professionali con funzioni avanzate.
- Serie S/SD (conosciuta anche come PowerShot Digital ELPH, e Digital IXUS IXY Digital): "Performance e Style", fotocamere di tipo point-and-shoot e ultracompatte.
- Serie S/SX: ultra-zoom.
- Serie S: in origine fotocamere point-and-shoot, attualmente di tipo prosumer simili a quelle della Serie G.